# Catenibacterium
Catenibacterium è un genere di batterio appartenente alla famiglia delle Lachnospiraceae.